# Schloss Pichl (Mitterdorf)

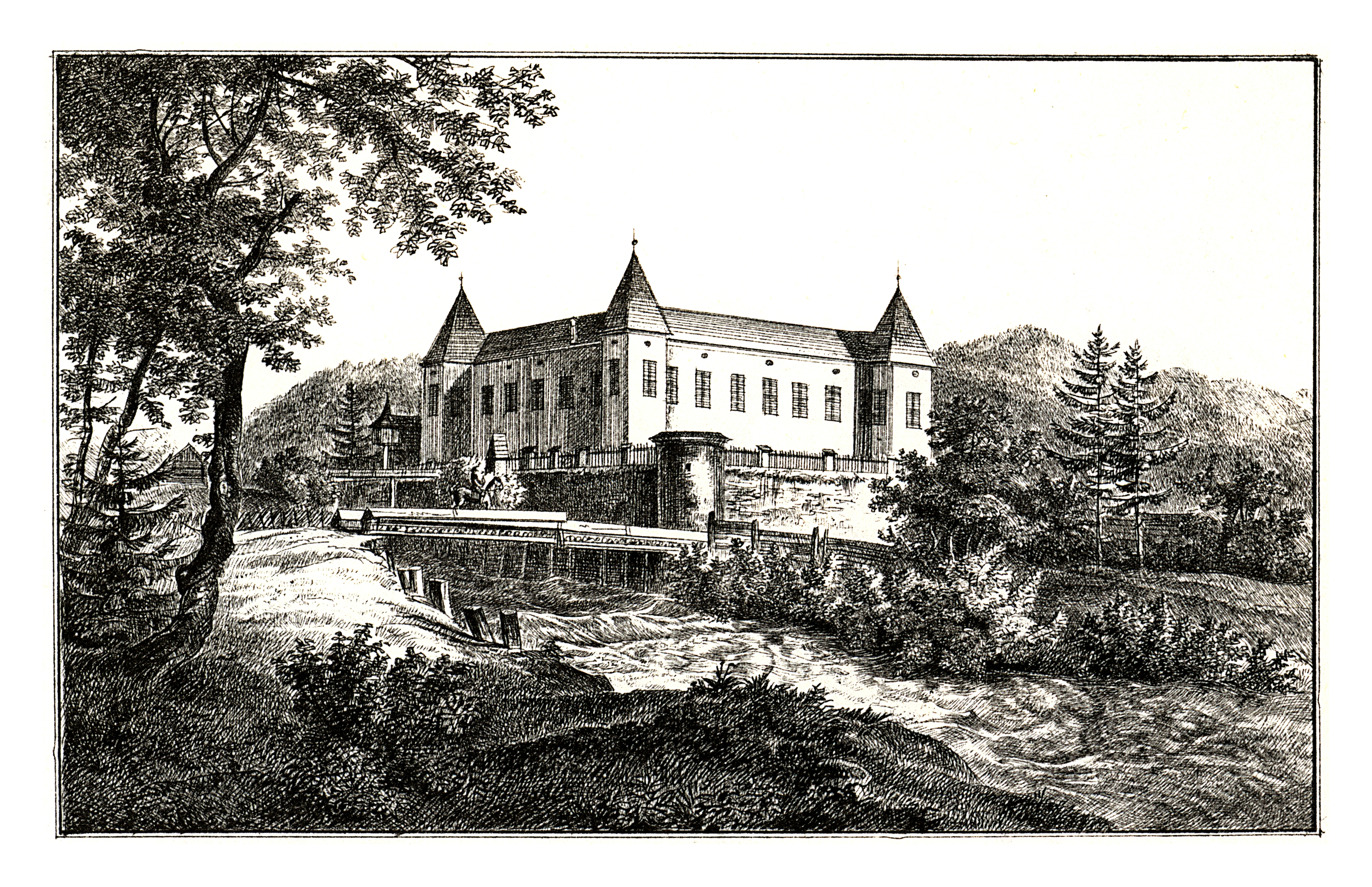
Lithografie, Joseph Franz Kaiser, zwischen 1824 und 1833

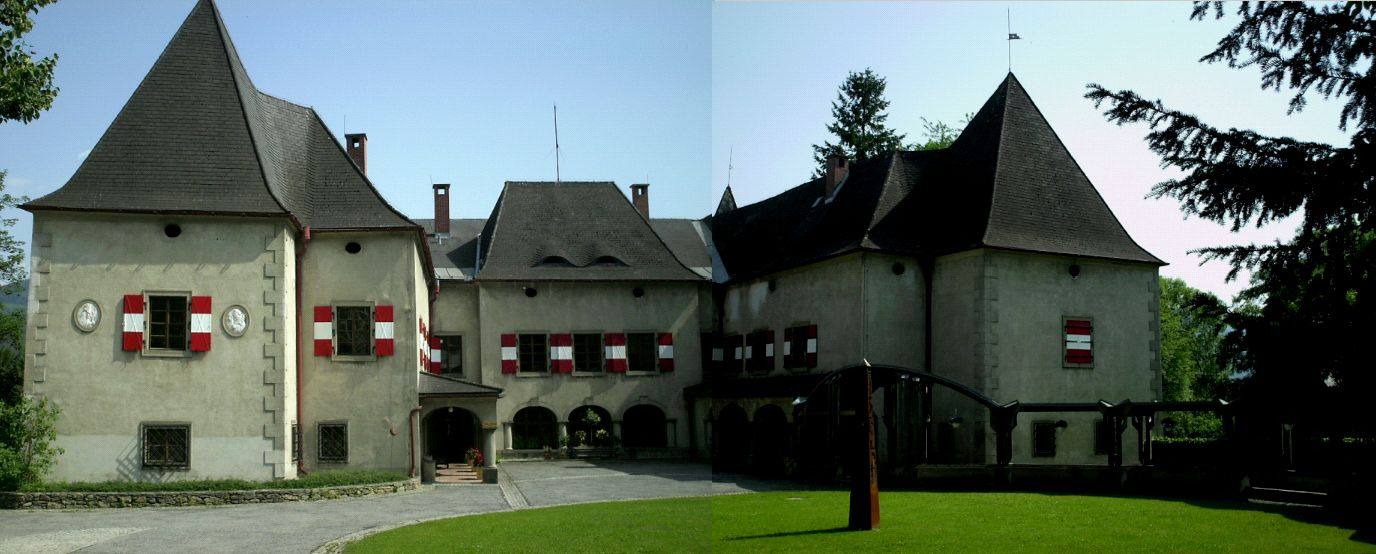
Schloss Pichl (2002)

Das Schloss Pichl steht auf Rittisstraße 1 in der Ortschaft Mitterdorf im Mürztal in der Gemeinde Sankt Barbara im Mürztal im Bezirk Bruck-Mürzzuschlag in der Steiermark. Das Schloss steht unter Denkmalschutz (Listeneintrag).

## Geschichte
Das Schloss steht auf einer Terrasse am Ausgang des Veitschgrabens. An der Stelle eines 1363 genannten Hofes erbaute ab 1555 Jörg Idungspeuger das Schloss. Das Schloss dient als Landwirtschaftsschule. Neben dem Altbau des Schlosses quasi als Gegenpol wurde in modernen Formen von 1982 bis 1984 nach den Plänen des Architekturbüros Szyszkowitz + Kowalski ein Erweiterungsbau für die Schule errichtet.

## Schloss
Reste einer erneuerten Umfassungsmauer mit zwei Rundtürmen sind erhalten. Das U-förmige Schloss hat an den vier äußeren Ecken vorspringende Ecktürme mit Zeltdächern. Im Nordostturm befindet sich ein ehemaliger Kapellenraum mit einem Sternrippengewölbe. Im Erdgeschoß gibt es eine getäfelte Halle mit einer Felderdecke.